# MACK Rides

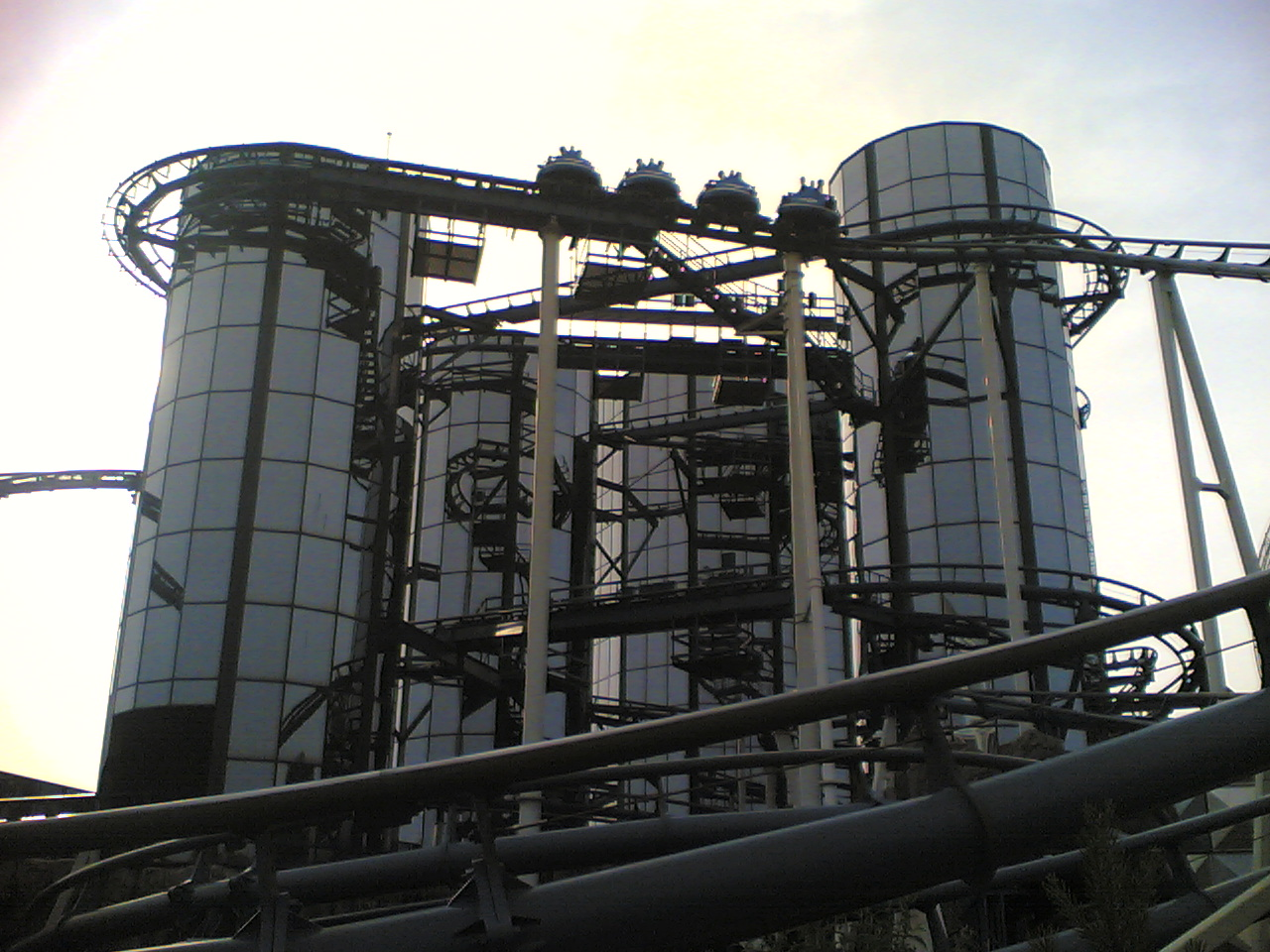
De attractie "Euro-Mir" in Europa-Park.

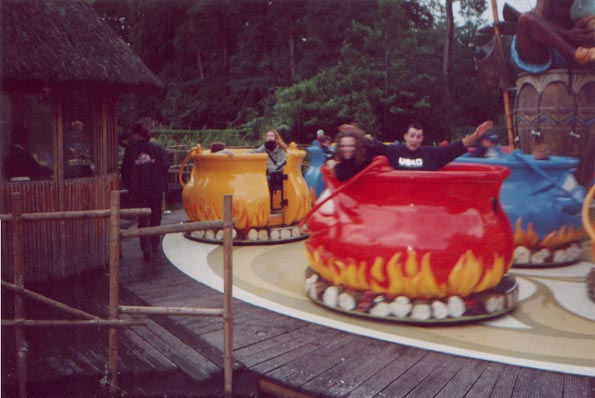
De attractie "Monsieur Cannibale" in de Efteling in 2001.

Mack Rides is een Duits bedrijf dat pretparkattracties produceert en is opgericht in 1780 door Paul Mack. Het hoofdkwartier is gevestigd in Waldkirch, Baden-Württemberg, Duitsland.

## Geschiedenis
Het bedrijf begon in 1780 met de bouw van (paard en) wagens en postkoetsen. In 1920 begon Mack achtbanen en pretparkattracties te ontwerpen. Mack Rides heeft monorails, tow boat rides, darkrides, achtbanen en andere attracties in het assortiment en heeft over de hele wereld attracties gebouwd.
De familie Mack is de eigenaar van het bedrijf en van het Duitse Europa-Park. In Europa-Park staan heel wat attracties van Mack.

## Achtbaanaanbod
Mack Rides produceert de volgende soorten achtbanen:
- Draaiende achtbaan: Achtbaan waarvan de treintjes gedurende de rit om zijn eigen as draaien.
- Xtreme spinning coaster: Een heftigere versie van de Draaiende achtbaan waarbij de treinen vaak de snelheid behalen door middel van een krachtlancering. Het parcours bevat vaak veel inversies.
- Lanceerachtbaan: Achtbaan die zijn benodigde snelheid haalt door middel van een krachtlancering.
- Mega Coaster:Achtbaan van 44-67 meter hoog en 1140-1600 meter lang waar treintjes op rijden met een capaciteit van 24-32 passagiers.
- E- Motion Coaster: Achtbaan die overhangt in de scherpe bochten van de baan, vergelijkbaar met een Wildemuis-achtbaan.
- Wildemuis-achtbaan: Achtbaan met veel scherpe bochten, waarop treintjes van maar één wagon overheen rijden.
- Youngstar Coaster: Korte en rustige achtbaan, waar passagiers vanaf 4 jaar en 1 meter gebruik van kunnen maken.
- Powered Coaster: Achtbaan die zijn vaart behaalt met een elektrische aandrijving.
- Inverted Powered Coaster: Achtbaan met de trein onderaan de rails zonder vloer, die elektrisch wordt aangedreven.
- Bobslee-achtbaan: Achtbaan waarbij het treintje door een goot rijdt als een bobslee.
- BigDipper: Achtbaan waarbij minstens twee zitjes zich naast het treintje bevinden.
- Watercoaster: Waterachtbaan met bootjes die een splash kunnen veroorzaken.
- Power Splash: Waterachtbaan met 3 lanceringen en een grote splash. In iedere boot is plaats voor 20 personen.
- Super Splash: Waterachtbaan met grote boten voor 16 personen die een grote splash kunnen veroorzaken.

## Nederland en België

### Nederland
| Naam                  | Park                          | Type                             | Bouwjaar        |
| --------------------- | ----------------------------- | -------------------------------- | --------------- |
| Carnaval Festival     | Efteling                      | Darkride                         | 1984            |
| De Oude Tuffer        | Efteling                      | Rondrit                          | 1984-->feb 2019 |
| Sirocco               | Efteling                      | Theekopjes                       | 2022            |
| Theeleut              | Familiepark Drievliet         | Theekopjes                       | 2006            |
| Dynamite Express      | Familiepark Drievliet         | Gemotoriseerde achtbaan          | 2005            |
| Dwervelwind           | Attractiepark Toverland       | Draaiende achtbaan               | 2012            |
| Expedition Nautilus   | Attractiepark Slagharen       | Watercarrousel Splash battle     | 2013            |
| Red bandits Adventure | Attractiepark Slagharen       | Dark water ride                  | 2001            |
| Lost Gravity          | Walibi Holland                | Stalen achtbaan Model: BigDipper | 2016            |
| Crazy River           | Walibi Holland                | Boomstamattractie                | 1994            |
| Wild Waterval         | Avonturenpark Hellendoorn     | Boomstamattractie                | 1982            |
| Expedition Zork       | Attractiepark Toverland       | Boomstamattractie                | 2004            |
| Rimbula River         | Wildlands Adventure Zoo Emmen | Dark water ride                  | 2016            |
| Merlin's Quest        | Attractiepark Toverland       | Rondvaart Dark water ride        | 2018            |
| Max & Moritz          | Efteling                      | Gemotoriseerde achtbaan          | 2020            |

### België
| Naam                                  | Park                | Type                                | Bouwjaar |
| ------------------------------------- | ------------------- | ----------------------------------- | -------- |
| Bob Express                           | Bobbejaanland       | Gemotoriseerde achtbaan             | 2000     |
| Speedy Bob                            | Bobbejaanland       | Wildemuis-achtbaan                  | 1998     |
| SuperSplash                           | Plopsaland De Panne | Waterachtbaan                       | 2006     |
| Koffietassen                          | Bellewaerde         | Theekopjes                          | 1989     |
| DinoSplash                            | Plopsaland De Panne | Boomstamattractie                   | 1989     |
| Dino Ride                             | Bobbejaanland       | Draaimolen                          | 1994     |
| Viking Ride                           | Bobbejaanland       | Watercarrousel                      | 1994     |
| Flash Back                            | Walibi Belgium      | Boomstamattractie                   | 1995     |
| Koffiekopjes                          | Plopsaland De Panne | Theekopjes                          | 2003     |
| Tik Tak                               | Plopsaland De Panne | Rondvaart                           | 2000     |
| De Draak                              | Plopsaland De Panne | Gemotoriseerde achtbaan             | 2004     |
| Storm op Zee                          | Plopsaland De Panne | Rupsbaan                            | 2001     |
| Wickie The Battle                     | Plopsaland De Panne | Splash Battle                       | 2013     |
| Pulsar                                | Walibi Belgium      | Stalen achtbaan Model: Power Splash | 2016     |
| The Ride to Happiness by Tomorrowland | Plopsaland De Panne | Xtreme spinning coaster             | 2021     |